# Albert Fathi
 (juillet 2022).
Pour les articles homonymes, voir Fathi.
Albert Fathi est un mathématicien franco-égyptien, professeur à l'École normale supérieure de Lyon.

## Parcours scolaire et enseignement
Né en Égypte, bilingue, éduqué en français dans l'un des collèges des frères des écoles chrétiennes au Caire, Albert Fathi est arrivé à Paris à l'âge de dix ans, apatride et réfugié politique. Ancien élève de l’École normale supérieure de Saint-Cloud, il a été professeur à l'université de Floride entre 1987 et 1992, ainsi qu'à l'École polytechnique.
Albert Fathi est professeur des universités en mathématiques.

## Travaux
- The Weak KAM Theorem in Lagrangian Dynamics, Cambridge University Press, (Cambridge Studies in Advanced Mathematics) 2012,  (ISBN 978-0521822282)
- avec François Laudenbach, Valentin Poénaru : Thurston´s Work on Surfaces, Princeton University Press 2012 (traduction de Travaux de Thurston, Asterisque, Band 65/66, 1979)  (ISBN 978-0691147352)
- avec Jean-Christophe Yoccoz (éditeurs) : Dynamical systems: Michael Herman memorial volume, Cambridge University Press 2006  (ISBN 978-0-521-86068-0). Réimpression du volume éponyme du périodique Ergodic Theory Dynam. Systems, vol. 24, n° 5, 2004  (lien Math Reviews)
- Michael Shub, avec la collaboration d'Albert Fathi et Remi Langevin : Global stability of dynamical systems, Springer Verlag 1987, lien Math Reviews,  (ISBN 978-1441930798)
- avec Yong-Geun Oh, Claude Viterbo (éditeurs) : Symplectic topology and measure preserving dynamical systems, AMS 2010 (Summer Conference, Snowbird 2007)
- Systèmes dynamiques, École polytechnique 1997

## Récompenses
En 2013, Albert Fathi obtient le prix Sophie-Germain de l’Académie des sciences.